# Gagnefs tingslag
Gagnefs tingslag var till 1916 ett tingslag i Dalarna i Kopparbergs län. 
Tingslaget hörde före 1876 till Österdalarnas domsaga och från 1876 till 1916 till Nedansiljans domsaga. Tingslaget upphörde då verksamheten överfördes till Leksands och Gagnefs tingslag. 

## Omfattning
Tingslaget omfattade Gagnefs socken. 